# اوسبی
شهر اوسبی (به سوئدی: Osby) در بخش اوسبی در کشور سوئد واقع شده‌است. جمعیت این شهر ۸۴۶٫۴۳ نفر است.